# Forfjorden
Forfjorden er en fjord på vestsiden af Hinnøya i Vesterålen i Nordland fylke  i Norge. Kommunegrænsen mellem Sortland og Andøy går midt i fjorden.
I dalen indenfor fjorden findes en gammel, beskyttet fyrreskov som fjorden og dalen har navn efter; Forra er det vesterålske ord for fyr.) Den indre del af Forfjorden er også beskyttet som  naturreservat.
Bygden Forfjord ligger på nordsiden af fjorden, i Andøy kommune. Bygden har ca. 70 indbyggere. Der er et rigt naturliv i området.
Forfjord er også navnet på en amerikansk producent af skibsankre med rødder i Nilsen-slægten i Forfjorden.